# Gentiana alticola
Gentiana alticola är en gentianaväxtart som beskrevs av Robert Crichton Foster. Gentiana alticola ingår i släktet gentianor, och familjen gentianaväxter. Inga underarter finns listade i Catalogue of Life.